# Seuil-d’Argonne
Seuil-d’Argonne ist eine französische Gemeinde mit 523 Einwohnern (Stand: 1. Januar 2022) im Département Meuse in der Region Grand Est (vor 2016: Lothringen). Sie gehört zum Arrondissement Bar-le-Duc und zum Kanton Dieue-sur-Meuse.

## Geographie
Seuil-d’Argonne liegt in der Naturlandschaft der Argonnen, etwa 82 Kilometer westsüdwestlich von Metz und etwa 31 Kilometer südwestlich von Verdun. Das Gemeindegebiet wird vom Bach Evre durchquert, der hier auch noch Marque genannt wird.
Nachbargemeinden sind Brizeaux im Norden, Foucaucourt-sur-Thabas im Nordosten, Èvres im Osten, Vaubecourt im Südosten und Süden, Lisle-en-Barrois im Süden und Südwesten, Les Charmontois im Westen sowie Éclaires im Westen und Nordwesten.

## Bevölkerungsentwicklung
| Jahr                       | 1962 | 1968 | 1975 | 1982 | 1990 | 1999 | 2006 | 2019 |
| Einwohner                  | 588  | 534  | 661  | 606  | 516  | 495  | 496  | 513  |
| Quellen: Cassini und INSEE |      |      |      |      |      |      |      |      |

## Sehenswürdigkeiten
- Kirche Saint-Nicolas in Triaucourt aus dem 15. Jahrhundert

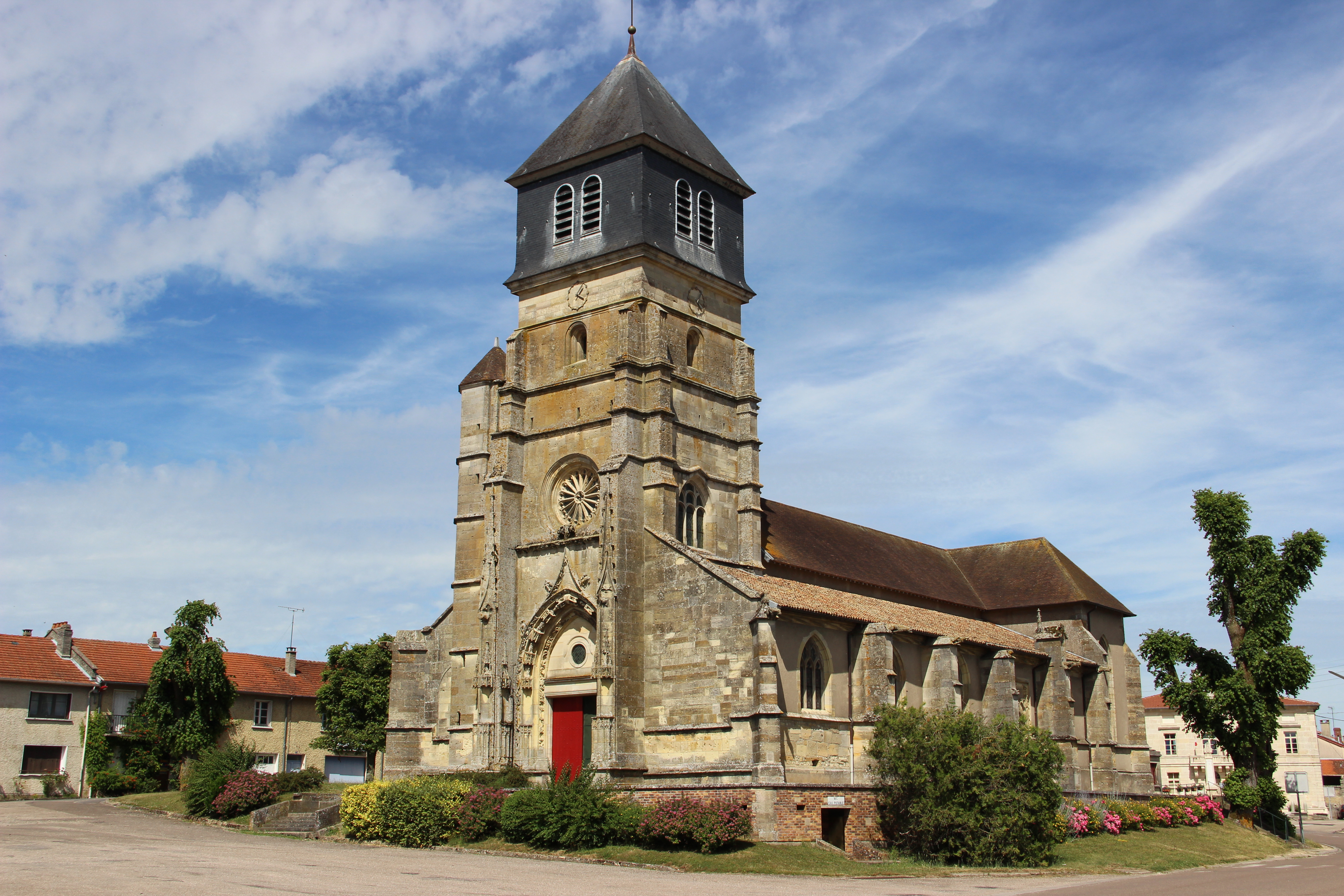
Kirche Saint-Nicolas

- Kirche Notre-Dame-de-l'Assomption in Senard